# كريس إليسون (لاعب كريكت)
كريس إليسون (12 أبريل 1979 - ) (بالإنجليزية: Chris Ellison)‏ هو لاعب كريكت بريطاني.